# De Tempel der Stilte
De tempel der stilte is een  stripverhaal uit de reeks van Jerom.

## Locaties
Dit verhaal speelt zich af op de volgende locaties:
- Morotari-burcht, Peru, tempel

## Personages
In dit verhaal spelen de volgende personages mee:
- Jerom, professor Barabas, tante Sidonia, Odilon, Arthur, Sir James, Sir Geoffrey, hogepriester en zijn gevolg

## Het verhaal
Oilon is al enige dagen bezig met een studie en hij maakt vleugels. Odilon probeert te vliegen, maar dit mislukt. Gelukkig komt Odilon in een hooiberg terecht. Het lukt Jerom wel om met de vleugels te vliegen en dit wordt gezien door een Engelse man in een auto. Hij vraagt Jerom om hulp en de hulpvraag wordt neergelegd bij de Morotari. Sir James vertelt ontdekkingsreiziger te zijn en in Peru ontdekte hij een 
Inca-tempel. Sir Geoffrey werd bedolven door een instorting en zit gevangen in het puin. Doordat de voedselvoorraad van het gezelschap in de tempel is opgeslagen, is hij nog in leven. De instorting werd veroorzaakt door motorgeronk en daarom kunnen ze geen transportvliegtuig gebruiken om hem te redden. Jerom kan geluidloos vliegen en kan Sir Geoffrey redden. Met een vliegtuig vliegt tante Sidonia op grote hoogte en Odilon, Jerom, professor Barabas en Sir James springen met parachutes naar beneden. 
Een man houdt de vrienden van een afstand in de gaten. De volgende dag verkent Jerom de tempel. De man komt als hogepriester Lola-Cola naar het gezelschap toe. Hij vertelt dat het heiligdom niet ontheiligd mag worden en geeft geen toestemming om Sir Geoffrey te redden. De vrienden gaan toch door met de reddingsactie en Jerom ruimt de grote blokken op. Dan richt de hogepriester een reuze-donderbus uit de tijd van de Spaanse veroveraars op het kamp. Jerom hoort dit via de radio, maar gaat ondanks de dreiging door met de reddingsoperatie. Met slaapgas kunnen de vrienden het gevolg in slaap brengen waarna ze ontdekken dat het kanon niet geladen was. Odilon volgt de hogepriester en komt terecht bij een trap, die uitkomt bij een waterlift uit de tijd van de Inca's. 
Odilon gaat naar boven met deze lift en komt in een ruimte terecht waar hij grote schatten ontdekt. Odilon wordt door de hogepriester ontdekt en vastgebonden. De hogepriester wil met een spiegel richten op de vleugels van Jerom, door de zonnestralen te reflecteren wil hij deze vleugels in brand steken. Jerom heeft Sir Geoffrey inmiddels bevrijd en vliegt met hem naar beneden. De hogepriester richt zijn spiegel, maar er komt net een onweerswolk voor de zon en zijn plan mislukt. Jerom en Sir Geoffrey komen veilig beneden. Door het slechte weer dreigt de tempel in te storten en Odilon ontdekt dat de hogepriester zijn been gebroken heeft. Odilon gaat snel naar het kamp en vraagt Jerom om de hogepriester te helpen. Net op tijd wordt de hogepriester gered, de tempel stort in door het onweer. De hogepriester bekent dat hij schatten bijeen heeft gebracht om deze te verkopen aan handelaren. Hij schaamt zich en geeft om het goed te maken een feest ter ere van de vrienden. 